# Карл I фон Мюнстерберг-Оелс
Карл I Албрехт фон Мюнстерберг (на немски: Karl I von Münsterberg; Karl I von Podiebrad, на чешки: Karel z Minstrberka; * 2/4 май 1476, Глац; † 31 май 1536, Франкенщайн) от династията Подебради, е херцог на Мюнстерберг и Оелс (Олешница) в Силезия, също граф на Клодзко (Глац).

## Живот
Син е на херцог Хайнрих I (1448 – 1498) и Урсула фон Бранденбург (1450 – 1508), дъщеря на Албрехт Ахилес, курфюрст на Бранденбург, и първата му съпруга Маргарета фон Баден. Той е внук на бохемския крал Иржи Подебради.
Баща му го жени през 1488 г. за Анна от Саган (1480/83 – 1541) от род Пясти, дъщеря на Йохан II (Ян II), последният херцог на Саган. По-големите братя на Карл Албрехт и Георг също са женени за дъщери на Йохан II.
След смъртта на баща им тримата братя управляват първо заедно, но всеки има свой двор. Братята му умират през 1502 и 1511 г. и Карл управлява вече сам. През 1515 г. Карл става съветник на крал Уласло II (1456 – 1516) и възпитател на принц Лайош II (1506 – 1526). Крал Лайош II номинира Карл I през 1519 г. на ландфогт на Горна Лужица.

## Деца
- Хайнрих (*/† 1497)
- Анна (1499 – 1504)
- Катарина (1500 – 1507)
- Маргарета (1501 – 1551), омъжена за Йохан/Ян Zajíc фон Хазенбург
- Йоахим (1503 – 1562), херцог на Мюнстерберг-Оелс, епископ на Бранденбург (1545 – 1560)
- Кунигунда Кунхута (1504 – 1532), омъжена за Христоф Чернохорски фон Босковиц
- Урсула Ворсила (1505 – 1539), омъжена за Хиеронимус фон Бибершайн
- Хайнрих II (1507 – 1548), херцог на Мюнстерберг-Оелс
- Хедвиг (1508 – 1531), омъжена 1525 за маркграф Георг фон Бранденбург-Ансбах-Кулмбах (1484 – 1543)
- Йохан (1509 – 1565), херцог на Мюнстерберг-Оелс
- Барбара (1511 – 1539), абатеса в Стрелен при Оелс
- Георг II (1512 – 1553), херцог на Мюнстерберг-Оелс, женен за Елизабет Костка фон Поступиц